# A romániai németek kitelepítése a Szovjetunióba
A romániai németek kitelepítését a Szovjetunióba 1945. január és 1949. december között hajtották végre. A deportálás mintegy 70 000 – 80 000 főt érintett, akiket etnikai alapon válogattak ki, és a háborús károk jóvátételeként Ukrajna és a Kaukázus bányáiban és nehéziparában dolgoztattak.

## Története

### Előzményei
1944. augusztus 23-án, amikor a szovjet csapatok elérték a román határt, I. Mihály király jogszerűen magához vette a hatalmat, Ion Antonescu marsallt letartóztatták, és Románia sikerrel kiugrott a Harmadik Birodalommal kötött szövetségből. Az ország átállt a szövetséges hatalmak oldalára, a Vörös Hadsereg bevonult Romániába. A Winston Churchill és Sztálin által kötött, és az Amerikai Egyesült Államok által jóváhagyott megállapodás szerint 1945-től Románia a szovjet befolyási övezet részévé vált.
A Románia és a szövetségesek 1944. szeptember 12-én kötött fegyverszüneti egyezménye nem tartalmazott semmilyen rendelkezést, illetve titkos záradékot a munkaerő biztosításával megvalósítandó jóvátételről.
Rögtön az 1944. augusztus 23-i román kapituláció után elkezdett terjedni a szóbeszéd a németek küszöbön álló deportálásáról. Úgy hírlett, hogy más jóvátételi intézkedések mellett, Sztálin 100 000 román állampolgárt igényelt a Szovjetunió újjáépítéséhez. Az év vége felé ezek a híresztelések felerősödtek.

### A deportálás elrendelése
1944. október 31-én a Szövetséges Ellenőrző Bizottság elnökhelyettese, Vinogradov tábornok jegyzéket adott át a román kormánynak azzal a követeléssel, hogy november 10-ig írják össze a Romániában található magyar állampolgárokat, besszarábiai szökevényeket, birodalmi németeket és a „német vagy magyar származású román állampolgárokat.” A németeket tartalmazó listák október és december között készültek el. Ezzel párhuzamosan a szovjet hadsereg felmérést készített a magyarországi, jugoszláviai és csehországi németek számáról is. Az eredményeket 1944. december 15-én mutatták be Sztálinnak, aki december 16-án kiadta a parancsot a munkaképes német férfiak és nők elhurcolására; ugyanakkor elkészült az akcióterv, és kijelölték a felelősöket is. Jugoszláviából az első kényszermunkás-transzportok már 1944 decemberében elindultak a Szovjetunióba. December 19-én a román rendőrfelügyelők telefonon megkapták az utasítást az előkészületekre, és a román államvasútnak pár hét alatt elő kellett készítenie az akcióhoz a marhavagonokat.
1944. december 31-én a Szovjetunió, a Romániát ellenőrző Szövetséges Ellenőrző Bizottság nevében átadta a román kormánynak a 31-es jegyzéket, amely azt a követelést tartalmazta, hogy bocsássák a Szovjetunióban végzendő munkák rendelkezésére a 17 és 45 év közötti német férfiakat, illetve a 18 és 30 év közötti német nőket, a várandósok, az egy évnél kisebb gyermekesek, illetve a munkaképtelenek kivételével. A kitelepítendők összegyűjtése a vasútállomások melletti gyűjtőhelyeken a rendőrfelügyelők felelőssége volt.

### Romániai reakciók
A román kormány külön foglalkozott az elkövetkező deportálásokkal a január 5-i és 10-i kabinetüléseken; a konkrét határozatok nem ismertek. Románia új polgári kormánya, élén Nicolae Rădescuval hivatalosan egyetértett a deportálással. A romániai német politikusok, mint például Hans Otto Roth, Rudolf Brandsch, Herwart Scheiner, valamint a bánáti svábok képviselői tiltakozást fogalmaztak meg Rădescunál, aki azonban azt nyilatkozta, hogy a román kormány tehetetlen a szovjet paranccsal szemben.
Mivel a Szovjetunió a szövetséges hatalmak nevében rendelkezett, Rădescu január elején a diplomáciai képviseletek útján jogi, gazdasági és humanitárius érveket felhozva tiltakozott a brit és amerikai kormánynál. Hivatkozott a fegyverszüneti megállapodásra, amely nem tartalmazott rendelkezést a munkerő rendelkezésre bocsátásáról, valamint arra, hogy messzemenően embertelen az emberek elhurcolása a bizonytalanságba, a családok szétszakítása, és a gyermekek és öregek hátrahagyása. Ezen kívül a román gazdaságnak jelentőst kárt okoz ennek a munkaerőnek a kiesése. I. Mihály király is memorandumokban tiltakozott a Szovjetunió jogellenes eljárása ellen. Január 16-án Rădescu tiltakozó jegyzéket adott át Vinogradovnak, amelyben rámutatott, hogy a román kormány köteles megvédeni összes állampolgárát, függetlenül azok etnikai hovatartozásától.
A politikai pártok képviselőinek eltért a véleménye a németek kitelepítését illetően. Míg egyes kommunisták a németek Romániában maradása mellett álltak ki, a nemzeti parasztpárti Iuliu Maniu a kitelepítés mellett foglalt állást.

### Nemzetközi reakciók
A brit és amerikai kormányokat szovjet szövetségesük eljárása meglepte, és kész tények elé állította. Elsősorban amiatt nehezteltek, hogy az akció elrendelése az ő nevükben is történt, annak ellenére, hogy erről nem született semmilyen megállapodás, egyebekben követték a román kormány érvelését. A jegyzékeik azonban olyan időpontban érték el a bukaresti illetve moszkvai képviseletet, amikor a deportálások már folyamatban voltak vagy lezárultak. Winston Churchill a kelet-európai németek munkára elvitelét a szovjetek jogának tartotta. A brit külügyminiszternek 1945 januárjában ezt a kijelentést tette:„Why are we making a fuss about the Russian deportations in Romania of Saxons and others?“ (Minek ez a felhajtás a romániai szászok és mások Oroszországba deportálása miatt?)
Az 1945. február 4–11. közötti jaltai konferencián a szövetségesek egyetértettek a Szovjetuniónak nyújtandó „természetbeni jóvátétellel” (reparations in kind). Ez a fogalom a német ipari berendezések és termékek elszállításán túlmenően tartalmazta a német munkaerő felhasználását is. Ivan Mihajlovics Majszkij akkori külügyminiszter-helyettes szerint deportálásra a háborús bűnösöket és „aktív nácikat” szánták a németek „megjavítása, megbüntetése és átnevelése” érdekében. A jaltai egyezmény mindenesetre csak Németországra vonatkozott, és az általa teljesítendő jóvátételt csak a háború után kellett konkrétan meghatározni. A háború után a szovjetek Kelet-Németország és Ausztria általuk megszállt övezeteiből csupán mintegy 26 000 munkaképes szakmunkást deportáltak, és eltekintettek a tömeges kitelepítésektől.

### A deportálás
A deportálásról szóló rendeletet a legfelsőbb szovjet parancsnokság a Scînteia című román pártlap 1945. január 16–17-én megjelent számaiban tette közzé:
A Minisztertanács közleménye:
Mivel különböző alaptalan híresztelések terjedtek el, a német származású lakosság tudomására hozzuk a következőket:
A Legfőbb Szovjet Parancsnokság rendelkezésére az alábbi kategóriájú német származású állampolgárokat elszállítják olyan helyekre, ahol munkaerőre van szükség:
- 16 és 45 év közötti férfiak
- 18 és 30 év közötti nők, az egy év alatti gyermekkel rendelkezők kivételével.

A rendeltetési helyre érkezés után a családokat értesítik, és feljogosítják, hogy leveleket és csomagokat küldjenek. A mozgósítás átmeneti jellegű, mivel a háborús szükségletek miatti munkáról van szó.
A deportálás a román hatóságok és a szovjet megszállók együttműködésével készített terv szerint zajlott. A települések bejáratát a katonaság és a rendőrség lezárta, a telefon-, távirat- és vasúti összeköttetést megszakították, és vegyes román-szovjet őrjáratok jártak házról házra az előkészített listákkal. Az érintettek közül néhányan a hegyekben vagy az erdőkben próbáltak elrejtőzni, de az a fenyegetés, hogy helyettük a szülőket vagy rokonokat viszik el, többeket rábírt arra, hogy önként jelentkezzenek. Mások sietve románokkal vagy más idegen, nem veszélyeztetett állampolgárokkal kötöttek látszatházasságot. A kitelepítéskor nem voltak tekintettel az otthonmaradókra, akár gyermekeket is otthagytak szüleik nélkül. Számos esetben a gyermekeket a nagyszülőkre vagy idegen családokra bízták. Az egyes személyek politikai nézetei nem játszottak szerepet, a kommunistákat illetve a román hadsereg német származású tagjait is elvitték.
Az evangélikus egyház írásban és szóban szót emelt a román kormánynál, a szovjeteknél, sőt magánál Sztálinnál is a deportáltak hazahozataláért. A szovjet hatóságok a deportáltak jelentős részét nem Romániába, hanem Németország szovjet zónájába, elsősorban Türingiába szállították vissza. A Romániába hazatérőknek az 1945-östől teljesen eltérő politikai, gazdasági és társadalmi környezetbe kellett integrálódniuk.

### Érintett romániai népcsoportok

A német népcsoportok területi eloszlása Romániában, 1918

#### Szatmári svábok
A mintegy 5000 szatmári sváb elhurcolása már 1945. január 2–3-án megkezdődött. A kényszermunka során 1948–49-ig majdnem ezren haltak meg.

#### Erdélyi szászok
Erdélyből január 11. és 16. között 30 336 erdélyi szászt vittek el, ez az 1941-es népszámlálás szerinti lakosságnak mintegy 15%-a. A deportáltak 46,4%-a férfi és 53,4%-a nő volt. Amennyiben az elvárt létszámot nem sikerült kiállítani, mert a listán távollevők vagy elrejtőzöttek is szerepeltek, olyan férfiakat és nőket is begyűjtöttek, akik a megadott életkoroknál idősebbek vagy fiatalabbak voltak. Ez az esetek 10%-ában történt meg, a legidősebb deportált 55, a legfiatalabb 13 éves volt.
Az összegyűjtés után két-három nappal indultak el a szállítmányok. A román hadsereghez tartozó németekből, illetve az időközben felkutatott elrejtőzöttekből álló kisebb csoportok februárban követték őket. A Deutsche Volksgruppe Zsilvásárhelyen fogva tartott munkaképes tisztségviselőit január 11-én szállították el. A marhavagonokban 40–70 férfit és nőt zsúfoltak össze, az utazás jéghidegben, primitív higiéniai körülmények és szűkös ellátás közepette zajlott több hétig, a rendeltetési helyekig. A deportáltak 90%-a kéthetes utazást követően a Donyec-medencébe és Ukrajna Don-menti területeire, Dnyipropetrovszk, Sztalino illetve Vorosilovgrád körzetébe került. A többiek hat hétig voltak úton, és Molotov körzetébe, az Urálba vitték őket. A deportáltakat 85 lágerbe osztották szét, amelyek gyakran nem is voltak felkészülve arra, hogy őket emberhez méltó körülmények között elhelyezzék. Minden harmadik deportált bányában dolgozott, minden negyedik az építőiparban, a többiek az iparban, mezőgazdaságban vagy a láger adminisztrációjában. Csak keveseknek sikerült a szakmája szerinti munkát kapnia. A rossz egészségügyi ellátás, a higiénia hiánya, a szűkös táplálkozás és a nehéz munkafeltételek következtében sokan megbetegedtek és meghaltak. A kommunikációt az otthon maradottakkal általában a minimumra szorították, a deportáltak csupán 25 szóból álló, előre megadott sablonok szerint megfogalmazott levelet írhattak rokonaiknak.
Hamarosan elkezdték szabadon bocsátani a betegeket és munkaképteleneket, az erről szóló döntés kizárólag az internáltak munkájának hasznosságán alapult. 1945 őszén 3548, a következő évben 1546 személyt engedtek szabadon Odera-Frankfurton keresztül a szovjet megszállási zónába és 861 személyt Romániába. 1947-ben 2950 személyt engedtek szabadon a szovjet megszállási zónába, és 402-t Romániába. 1948-tól kezdve az életfeltételek javultak, így a betegek és halálozások száma jelentősen csökkent. Ettől az évtől kezdve egészséges munkaerőt is bocsátottak szabadon (mintegy 49%-ot), csak Romániába. 1949 októberében a lágereket felszámolták.
8486 deportált, az utolsó harmad visszatért Erdélybe. Németország szovjet zónájából mintegy 50% tért haza. A többieknek jórészt sikerült eljutniuk Nyugat-Németországba, és csak 182-en maradtak a későbbi NDK-ban. 202 főt csak 1950-1952 között engedtek haza. Hét erdélyi szász a Szovjetunióban maradt.
3076 fő, azaz a deportáltak közel 12%-a életét vesztette a Szovjetunióban. A legmagasabb halálozási ráta 1947-ben volt. Az elhunyt férfiak és nők aránya három az egyhez volt.

#### Bánsági svábok
1945. január 14. és 16. között mintegy 33 000 bánáti svábot telepítettek ki. A városokban román-szovjet katonai őrjáratok gyújtötték össze az embereket a házukból. A falvakban az érintettek a zsandárság és a helyi hatóságok felhívására az iskolákban gyülekeztek, ahonnan a gyűjtőhelyre, majd vonattal Temesvárra szállították őket.
Temesvárról az első szállítmányok 1945. január 18-án indultak a keleti határ felé. Marhavagonokkal Szovjetunió szénbányáiba és ipari területeire szállították őket, ahol heti hét napot és napi tizenkét órában végeztek kényszermunkát elégtelen táplálkozás és rémes higiéniai feltételek mellett. A deportálást körülbelül 5000 fő nem élte túl.

## Megjelenése a művészetben
Fritz Göckler medgyesi építőmester és építész 1945–46-ban a deportálás során számos térképet készített a petrovkai lágerről, melyek közül utóbb egyesek különböző kiadványokban jelentek meg.
Friedrich von Bömches: Viszontlátás, Idegenben, Kényszermunkások, Kőtörés, A láger, A nagy szerencsétlenség című szénrajzai a deportálás apokaliptikus tapasztalatának pillanatait ábrázolják. Viktor Stürmer munkáiban, például a Mindenkinek annyi joga, amennyi hatalma című képen a deportálás szenvedését bibliai motívumokkal kötötte össze, míg testvére, Julius Stürmer vázlatfüzetei saját bevallása szerint nem a büntetőtábor valóságával foglalkoznak, hanem a vágyálmokból és reményekből születtek.
A Romániai Írószövetség 2008-ban az év bemutatkozásaként Stefan Ehling Martha című regényét tüntette ki, amelynek témája a bánáti svábok kitelepítése. A nagyszebeni deportálásokról Erwin Wittstock írt irodalmi beszámolót Januar ’45 oder Die höhere Pflicht“ (45 január avagy a magasabb kötelesség) című regényében.
Herta Müllert a Lélegzethinta (Atemschaukel) című regényéért, amely a romániai németek üldöztetését Oskar Pastior tapasztalatai alapján ábrázolta, 2009-ben irodalmi Nobel-díjjal tüntették ki.
Több táborban átvették a Sztyenka Razin című orosz ballada dallamát és Russlandlied címen még a hazatérés után is több bánáti és szatmári faluban énekelték.

## Rehabilitálás és emlékezés
1997. május 1-jén Adrian Severin román külügyminiszter bocsánatot kért Klaus Kinkel német külügyminisztertől a német népességet a kommunista diktatúra alatt ért jogtalan bánásmódért. A bánáti svábok deportálása a Bărăganba mellett téma volt a németek háború utáni deportálása a Szovjetunióba, valamint az 1970-es és 1980-as évek megalázó emberkereskedelme is. Severin elítélte ezeket a traumatizáló eseményeket, és bocsánatot kért a történtekért mintegy erkölcsi jóvátételként az összes német állampolgárral szemben, akik korábban román állampolgárok voltak, és akiknek a sorsát meghatározták ezek az események.
A román kormány 1990. október 16-án a parlament elé terjesztett egy törvénytervezetet azoknak a személyeknek a kártalanításáról, akiket a kommunista diktatúra alatt üldöztek vagy deportáltak. Az indoklás szerint „Augusztus 23-a után számos német nemzetiségű román állampolgárt deportáltak kényszermunkára a Szovjetunióba. A deportálás önkényesen, kizárólag a nemzetiségi hovatartozás alapján történt. […] Ez a diszkriminatív, jogellenes intézkedés, amely kizárólag etnikai kritériumokon alapult, indította el a németek kivándorlásának folyamatát […].“ Ennek a javaslatnak az alapján fogadták el a 118/1990-es rendeletet, amely szerint a kényszermunka és deportálás időszakát figyelembe veszik a román nyugdíj megállapításánál, mégpedig úgy, hogy minden deportálásban eltöltött év másfél év szolgálati időt számít. A törvény azonban csak a román állampolgárokra vonatkozott (12. szakasz) annak ellenére, hogy a kivándorláskor a németeket lemondatták a román állampolgárságról. Így a legtöbb érintett nem részesült kártalanításban. A 221/2009-es törvény a politikai üldözöttek rehabilitálását már állampolgárságtól függetlenül szabályozta. A deportálást legelőször a bukaresti törvényszék 2010. december 14-i 1911. számú határozata fogadta el politikai üldözésként. A legfelsőbb bíróság 2012. november 12-i 15. számú határozata azonban nem fogadta el ezt a jogértelmezést, és nem fogadta el kitelepítettek rehabilitását.
1995. január 15-én a müncheni régi városháza dísztermében az akkori szociális ügyekért felelős miniszter, Barbara Stamm elnökletével emlékkonferenciát tartottak a deportálás 50. évfordulójára, amelyet a bánáti svábok, dunai svábok, szatmári svábok, erdélyi szászok és magyarországi németek egyesületei szerveztek. A tudományos ülésszaknak több mint ezer látogatója volt, a rendezvényt követő ökumenikus istentiszteleten a Miasszonyunk-templomban 2500-an vettek részt.
A deportálások 60. évfordulója alkalmából, 2006. március 18-án Stuttgartban emlékkiállítást rendeztek.
1990. február 23-án megalakult Temesváron az egykori oroszországi deportáltak egyesülete. Kezdetben 8000 tagja volt, 2010-re már csak 1600-an maradtak életben.

## Értékelés
A deportálások előzménye a 6 millió kényszermunkás elhurcolása volt, amelyet a náci Németország 1933 és 1945 között hajtott végre.
Alfred Zayas amerikai történész több művében rámutatott, hogy azok a feltételek, amelyek között a jóvátételi elhurcoltak dolgoztak a Szovjetunióban, semmiben sem különböztek a náci Németország munkatáboraiban levőtől. Hivatkozva a nürnbergi perekre azt is hangsúlyozta, hogy a német civil lakosság elhurcolása háborús bűncselekmény és emberiesség elleni bűntett. A civil lakosság elhurcolása egy megszállt országból háborús bűncselekménynek számít a hágai egyezmények szerint.
Thomas Nägler erdélyi történész szerint a deportálás a hidegháború első eseménye.
Elena Zamfirescu, a román külügyminisztérium igazgatója 1995-ben „a Románia történelmében végbement gonosz fordulat első mártírjainak“ nevezte egykori német nemzetiségű honfitársait.

## Fordítás
- Ez a szócikk részben vagy egészben a Verschleppung von Rumäniendeutschen in die Sowjetunion című német Wikipédia-szócikk ezen változatának fordításán alapul.  Az eredeti cikk szerkesztőit annak laptörténete sorolja fel. Ez a jelzés csupán a megfogalmazás eredetét és a szerzői jogokat jelzi, nem szolgál a cikkben szereplő információk forrásmegjelöléseként.